# Immunsuppression
Immunsuppression ist die Unterdrückung des körpereigenen Abwehrsystems. Sie bezeichnet einen Vorgang, der die immunologische Aktivität des humoralen und/oder zellulären Immunsystems unterdrückt. Dies kann unerwünschte Folge einer Einwirkung aus der unbelebten Umwelt, einer Infektion, eines bösartigen Leidens, einer anders bedingten Erkrankung oder einer seelischen oder körperlichen Überlastung sein, aber auch unerwünschte Folge einer medizinischen Diagnostik sowie erwünschte oder unerwünschte Folge einer medizinischen Behandlung.

## Mögliche Ursachen

### Erkrankung
Im Verlauf einiger Infektionskrankheiten kommt es zu einer Immunsuppression, vor allem durch das Humane Immundefizienz-Virus, was dem voll ausgebildeten Krankheitsbild den Namen AIDS gab. Aber auch andere Erreger beeinträchtigen das Immunsystem, so geschieht dies regelmäßig kurzfristig und in einigen Fällen auch über Jahre hinweg nach einer Masern-Infektion. Auch Tumorzellen können, beispielsweise als Folge des Antigen-Sheddings, eine Immunsuppression bewirken.

### Stress
Nach körperlicher und psychischer Überlastung (Stress) kommt es zu einer Verringerung von Immunzellen im Blut, etwa der Granulozyten, der natürlichen Killerzellen sowie der B- und T-Lymphozyten. Die immunsuppressive Wirkung von Stress ist Gegenstand der Psychoneuroimmunologie. In der Sportmedizin wird die Zeit nach hohen sportlichen Belastungen des Organismus, in der Infektionskrankheiten vermehrt auftreten, Open-Window-Phänomen genannt.

### Strahlenbelastung
Die Freisetzung radioaktiver Partikel und Gase erhöht die Neigung zu Mutationen. Bei folgenden Ereignissen oder Prozessen tritt diese gehäuft auf: Unfälle in Kernkraftwerken, Explosionen von Kernwaffen, Abbau radioaktiver Mineralien bzw. Erze, etwa im Uranbergbau, sowie langfristiges Einatmen der Luft in Gebäuden, deren Baumaterial regional bedingt Radon freisetzt. Zusätzlich kann dabei die Zahl der Immunzellen verringert werden, zumindest in der akuten Phase nach hohen Dosen. Als Folge häufen sich bei den Betroffenen bösartige Erkrankungen.
Die in Deutschland sozialmedizinisch und gerichtlich anerkannten Gesundheitsschäden durch militärische Radaranlagen, die auf nicht beabsichtigte Freisetzung von Röntgenstrahlen zurückgeführt werden, umfassen vor allem Krebs verschiedener Organe, während Fälle von Immunsuppression in diesem Zusammenhang zwar beschrieben, aber bisher nicht anerkannt wurden.
Eine Schwächung des Immunsystems kann auch eine Folge der immunsuppressiven Wirkung der UV-B-Strahlen sein, die die T-Zell-abhängige Immunantwort stört. Eine übermäßige UVB-Belastung der Haut fördert die Entwicklung von bösartigen Hauttumoren wie Basalzellkarzinomen und Plattenepithelkarzinomen und mindert die Abwehr von Krankheitserregern wie Bakterien, Pilzen oder Viren deutlich. Auch durch Parasiten hervorgerufene Erkrankungen wie die Leishmaniose, Bilharziose oder Malaria verlaufen schwerer und länger nach UV-Exposition.
Die medizinische Anwendung von Strahlen zur Diagnostik (Röntgen, Kernspin) und zur Behandlung kann das Immunsystem ebenfalls beeinträchtigen.

### Medizinische Behandlung
Bei einer Fehlfunktion des Immunsystems kann es nötig sein, die Immunantwort auf spezifische Auslöser medikamentös zu hemmen. Beispiele sind Autoimmunerkrankungen wie Schuppenflechte oder entzündlich-rheumatische Erkrankungen, bei denen das Immunsystem körpereigene Zellen angreift. Außerdem hilft die gezielte Absenkung der Immunantwort, um nach einer Transplantation von Zellen, Geweben oder Organen Abstoßungsreaktionen zu vermeiden, oder um immunologisch bedingte Reaktionen auf eine Bluttransfusion zu hemmen.
Auch bei starken allergischen Reaktionen auf Umwelt-Allergene wie etwa bei Heuschnupfen, allergischem Asthma und allergischem Kontaktekzem wird eine – ebenfalls möglichst spezifische – Immunsuppression angestrebt. Die Medikamente, die dafür eingesetzt werden, heißen Immunsuppressiva. Das erste immunsuppressive Medikament war Cortison, die Vorstufe des körpereigenen Hormons Cortisol. Inzwischen gibt es jedoch neuere Wirkstoffe mit teils höherer Wirksamkeit und geringeren Nebenwirkungen.

## Folgen
Ein Unterdrücken des Immunsystems – egal ob gezielt herbeigeführt oder aufgrund einer Erkrankung – macht Betroffene anfällig für opportunistische Erreger, wie etwa Influenza-Viren, Pneumokokken oder Meningokokken. In der Folge leiden immunsupprimierte Personen häufiger an Infektionskrankheiten, die zusätzlich im Durchschnitt schwerer verlaufen als bei immungesunden Personen.
Deshalb stuft die Ständige Impfkommission (STIKO) am Robert Koch-Institut (RKI) immunsupprimierte Menschen als Risikogruppe ein und empfiehlt einen möglichst weitreichenden Schutz mit vollständigen altersentsprechenden Standardimpfungen. Außerdem hat die STIKO in Zusammenarbeit mit einigen medizinischen Fachgesellschaften Anwendungshinweise für bestimmte Indikationsimpfungen erarbeitet. Als sicher für immunsupprimierte Personen gelten hierbei vor allem Totimpfstoffe, etwa gegen Herpes Zoster, Influenza, Pneumokokken sowie Meningokokken der Serogruppen ACWY und B. Lebendimpfstoffe wie zum Beispiel gegen Mumps-Masern-Röteln, Varizellen oder Rotaviren bedürfen dagegen einer ärztlichen Einzelfallentscheidung.
Eine weitere Gefahr für immunsupprimierte Patienten stellt ein Anstieg des Krebsrisikos dar, z. B. in Form eines Non-Hodgkin-Lymphoms, sowie ein Anstieg des Risikos für eine Mukositis.